# Shefa
Shefa è una provincia di Vanuatu costituita dalle isole di Epi, Éfaté e le isole Shepherd di cui il nome della provincia è un acronimo. Possiede una popolazione di 45 280 abitanti e una superficie di 1445 km². La capitale è Port Vila che è anche capitale nazionale.
| Controllo di autorità | VIAF (EN) 150275451 · J9U (EN, HE) 987007535840605171 |